# 298
298 (CCXCVIII na numeração romana) foi um ano comum do século III do Calendário Juliano, da Era de Cristo, a sua letra dominical foi B (52 semanas), teve início a um sábado e terminou também a um sábado.
| Ano completo                   |
| ------------------------------ |
| Ano comum com início ao sábado |

## Acontecimentos
- Constâncio Cloro derrota os Alamanos na Batalha de Lingones (Langres) e reforça a fronteira do Reno.
- Os Cristãos são banidos do exército romano.
- Inicia-se a construção das termas de Diocleciano, em Roma
- Galério vence Narses I e anexa a Mesopotâmia ao Império Romano.

## Nascimentos
- Atanásio de Alexandria, bispo

## Mortes
- Diofanto, matemático (data aproximada)